# Шамуков Абдулла Рухулович
Шамуков Абдулла Рухулович (11 (24) грудня 1909 — 21 грудня 1981, Казань) — татарський, башкирський радянський актор театру і кіно, майстер художнього слова (читець), педагог, письменник, перекладач. Народний артист СРСР (1980).

## Біографія
З відзнакою закінчив семирічну школу в Мелекессі. У 1930 році закінчив Башкирський технікум мистецтв (нині Уфимське училище мистецтв) по класу М. А. Магадєєва і Х. Г. Бухарського, і до 1946 року працював в Башкирському театрі драми в Уфі, де зіграв більше 50 ролей. Дебютував на сцені театру в сатиричній комедії Н. Ісанбета «Портфель» (постановка М. А. Магадєєва, 1927).
З 1946 року до кінця життя — актор Татарського театру імені Г. Камала в Казані.
Виступав як майстер художнього слова.

З 1933 року вів педагогічну роботу в Уфимскому, з 1946 — Казанському театральному училищі (предмет — сценічна мова).
У 1952 році закінчив історико-філологічний факультет Казанського педагогічного інституту.
Займався літературною діяльністю.